# Musonius Rufus
Gaius Musonius Rufus (kolem 25–30 n. l.) byl římský stoický filozof narozený v 1. století n. l. Vyučoval filozofii v Římě za vlády císaře Nerona. Pro nesouhlas s jeho vládou byl v roce 65 n. l. poslán do vyhnanství. Do Říma se mohl vrátit až za vlády císaře Galby. Bylo mu dovoleno zůstat v Římě i v době kdy císař Vespasianus v roce 71 n. l. vyhnal všechny filosofy z Říma. Ale i on byl nakonec vyhnán a opět se mohl vrátit až po Vespasianově smrti. Dochovala se sbírka výňatků z jeho přednášek. Je také uváděn jako učitel Epikteta a Dia Chrysostoma (Chrysostomos – v překladu Zlatoústý).

## Životopis
Musonius Rufus byl syn římského equita Capita (equites tvořili druhou třídu starověkého Říma založenou na vlastnictví), narodil se ve Volsinii v Etrurii asi v letech 20–30 našeho letopočtu. Proslavil se za vlády císaře Nerona jako učitel stoické filozofie. Brojil proti tyranské vládě Nerona. Poté co Nero poslal Rubellia Plauta, jeho politického rivala do vyhnanství (60 n. l.), následoval jej tam i Musonius. Po Plautově smrti (62 n. l.) se vrátil zpět do Říma. Stále veřejně nesouhlasil se způsobem Neronovy vlády a byl ve vykonstruovaném procesu obviněn z účasti na tzv. Pisonově spiknutí. Nero jej proto vykázal na ostrov Gyaros (65 n. l.). Třebaže ostrov Gyaros byl "drsný a postrádal lidskou kulturu", Musonius byl schopen zde nejen přežít, ale i vytvořit malou komunitu filozofů. Ve svém devátém spisu se konkrétně zmiňuje o době v exilu a poukazuje na jeho výhody pro filosofa stoika.
Do Říma se vrátil za vlády císaře Galba (68 n. l.). Když Vespasianův generál Marcus Antonius Primus pochodoval na Řím (69 n. l.), připojil se Musonius k velvyslancům, které poslal císař Vitellius k vítěznému generálovi. Mezi vojáky hovořil o požehnání míru a hrůzách válek. Když strana Vitellia získala převahu, Musonius obvinil Publia Egnatia Celera, jednoho ze stoiků, že jeho svědectví pomohlo odsoudit k trestu smrti senátora Barea Sorana, obviněného Neronem z velezrady. Ten byl poté donucen spáchat sebevraždu.[8] Je možné, že to bylo v době, kdy Musonius učil Epiktéta, svého nejslavnějšího žáka. Musonius byl v Římě tak vážený, že mu Vespasianus umožnil zůstat ve městě i v době kdy byli ostatní filozofové z Říma vyhnáni.(71 n. l.). Nakonec i on byl vyhoštěn (asi kolem roku 75 n. l.). Vrátil se až po Vespasianově smrti (79 n. l.). O úmrtí Musonia víme pouze to, že byl mrtev v roce 101, v době kdy Plinius mluví o svém zeti Artemidorovi.

## Dílo
Není známo, zda Musonius nějaké své spisy určil ke zvěřejnění. Jeho filozofické úvahy shromáždili dva jeho studenti. Jednu sbírku tvoří 21 dlouhých úryvků, které sepsal Johanes Stobaeus. Druhou sbírku sestavil Pollio; dílo bylo ztraceno, ale některé fragmenty přežily v citacích pozdějších autorů.
Názvy 21 dochovaných úryvků Musoniova díla: 
1. That There is No Need of Giving Many Proofs for One Problem
2. That Man is Born with an Inclination Toward Virtue
3. That Women Too Should Study Philosophy
4. Should Daughters Receive the Same Education as Sons?
5. Which is more Effective, Theory or Practice?
6. On Training
7. That One Should Disdain Hardships
8. That Kings Also Should Study Philosophy
9. That Exile is not an Evil
10. Will the Philosopher Prosecute Anyone for Personal Injury?
11. What means of Livelihood is Appropriate for a Philosopher?
12. On Sexual Indulgence
13. What is the Chief End of Marriage
14. Is Marriage a Handicap for the Pursuit of Philosophy?
15. Should Every Child that is Born be Raised?
16. Must One Obey One's Parents under all Circumstances?
17. What is the Best Viaticum for Old Age?
18. On Food
19. On Clothing and Shelter
20. On Furnishings
21. On Cutting the Hair

## Filosofie
Jeho filosofie je v mnoha ohledech shodná s filozofií jeho žáka Epiktéta. Musonius upřednostňuje praxi před teorií. Učí, že filosofie má být pro všechny, nemá být jen záležitostí slov, pouček či škol; má být srozumitelná tak aby  každý podle svého rozumu  ji mohl sám pěstovat. Přesto považuje za filozofa i toho kdo nosí filozofický hábit, nechává si narůst vlasy a rozhodne se opustit společnost. Současně je Musonius přesvědčen o vlivu filozofie na uvažování lidí; doufá , že s její pomocí lze vyléčit veškerou zkaženost lidské mysli. Jeho učení sestává výhradně z pravidel pro život; říká že všechny znalosti by měly být použitelné v běžném životě. Neodmítá logiku: považuje za důkaz slabé mysli odmítnout prozkoumat klam, který mysl mate; zároveň však vyjadřuje své znechucení nad množstvím dogmat živených ješitností sofistů. Filosofickým doktrínám stoiků věnuje jen malou pozornost; tvrdí, že bohové znají všechny věci bez potřeby uvažování, neboť bohům nic nemůže být nejasné nebo neznámé. Lidskou duši považuje za podobnou duši božské a souhlasí s těmi stoiky, kteří říkají, že duše je hmotná a i po zkažením duše tělem může být znovu očištěna. Důrazně prosazuje duševní svobodu (řecky: διάνοια).
Musonius věnuje mnohem více pozornosti etice než logice nebo fyzice. Zastává názor, že filozofie není nic jiného než zkoumání a praktikování toho, co se stává a co je povinné; a filozofie, jak říká, je pouze snahou o ctnostný život. Vyžaduje, aby všichni lidé, muži i ženy, pěstovali filozofii jako jedinou jistou cestu ke ctnosti. Souhlasí s tím, že je snadné řídit se vlastní přirozeností a jedinou velkou překážkou mravního života jsou předsudky, kterými je mysl plněna od dětství spolu se zlozvyky v praxi utvrzovanými. Filozofii považuje za mentální umění léčení a klade velký důraz na dodržování ctnosti, přičemž dává přednost praxi před předpisem. Rozlišuje dva druhy mentálního cvičení: cvičení mysli v reflexi a přijímání dobrých životních pravidel a snášení tělesných bolestí, které ovlivňují duši i tělo.
Podle Musonia žít podle zákonů přírody spočívá v žít v přátelské společnosti a být spokojen se vším co mírní primární potřeby. Bojuje proti všemu sobectví a považuje manželství nejen za přirozené, ale za princip základu rodiny a státu a zachování celého lidského rodu. Horlivě protestuje proti vystavování dětí jako nepřirozenému zvyku a při každé příležitosti doporučuje praktikovat shovívavost. Jeho pravidla pro jednoduchý život jsou pečlivě popsána a dávají přesné předpisy týkající se stravy, péče o tělo, oblečení a dokonce i nábytku. Doporučuje, aby vlasy byly ponechány dlouhé; a ctí vousy s odůvodněním, že obé bylo poskytnuto přírodou k pokrytí těla. Zakazuje maso a dává přednost potravě, která je nabízena přírodou před potravou, která vyžaduje úpravu v kuchyni.
Musonius tvrdil, že schopnost mužů a žen chápat ctnost je stejná, obě pohlaví by měla být školena ve filozofii.

#### Překlady
- Cora Lutz, (1947), Musonius Rufus: The Roman Socrates. Printed in: Yale Classical Studies, Volume X. Edited by A. R. Bellinger. Yale University Press.
- Cynthia King, (2011), Musonius Rufus: Lectures and Sayings. Edited by William B. Irvine.  CreateSpace.  ISBN 978-1456459666

#### Studie
- J. T. Dillon, (2004), Musonius Rufus and Education in the Good Life: A Model of Teaching and Living Virtue. University Press of America. ISBN 0761829024
- L. Dottarelli, (2015), "Musonio l'Etrusco. La filosofia come scienza di vita", Annulli Editori ISBN 978-8895187457.
- HOLIDAY, Ryan; HANSELMAN, Stephen. Lives of the Stoics. New York: Portfolio/Penguin, 2020. ISBN 978-0525541875. Kapitola Musonius Rufus the Unbreakable, s. 236–249.